# Issoumaila Dao
Issoumaila Dao (ur. 27 października 1983 w Abidżanie) – piłkarz z Wybrzeża Kości Słoniowej występujący jako środkowy obrońca.

## Kariera
Dao karierę rozpoczynał w 2001 roku we francuskim trzecioligowym zespole Toulouse FC. W sezonie 2001/2002 awansował z nim do Ligue 2, a sezon później do Ligue 1. W lidze tej zadebiutował 27 września 2003 w przegranym 0:3 meczu z AS Monaco FC. Z kolei 4 stycznia 2006 w przegranym 1:2 spotkaniu z OGC Nice strzelił swojego jedynego gola w Ligue 1. Zawodnikiem Tuluzy był do końca sezonu 2007/2008.
W 2008 roku przeszedł do drugoligowej Bastii, w której spędził sezon 2008/2009. Następnie pozostawał bez klubu do stycznia 2011, kiedy to został graczem trzecioligowego US Luzenac. Jego barw bronił przez 1,5 sezonu, po czym przez jeden sezon grał dla również trzecioligowego US Boulogne. Sezon 2013/2014 spędził w saudyjskim Al-Raed FC, a potem zakończył karierę.

## Statystyki
| Sezon   | Klub        | Kraj             | Rozgrywki            | Mecze | Bramki |
| ------- | ----------- | ---------------- | -------------------- | ----- | ------ |
| 2001/02 | Toulouse FC | Francja          | Championnat National | 14    | 1      |
| 2002/03 | Toulouse FC | Francja          | Ligue 2              | 8     | 0      |
| 2003/04 | Toulouse FC | Francja          | Ligue 1              | 30    | 0      |
| 2004/05 | Toulouse FC | Francja          | Ligue 1              | 1     | 0      |
| 2005/06 | Toulouse FC | Francja          | Ligue 1              | 17    | 1      |
| 2006/07 | Toulouse FC | Francja          | Ligue 1              | 9     | 0      |
| 2007/08 | Toulouse FC | Francja          | Ligue 1              | 0     | 0      |
| 2008/09 | SC Bastia   | Francja          | Ligue 2              | 15    | 0      |
| 2010/11 | US Luzenac  | Francja          | Championnat National | 9     | 1      |
| 2011/12 | US Luzenac  | Francja          | Championnat National | 31    | 1      |
| 2012/13 | US Boulogne | Francja          | Championnat National | 24    | 0      |
| 2013/14 | Al-Raed FC  | Arabia Saudyjska | I liga               | 21    | 0      |